# Reprezentacja Laponii w piłce nożnej mężczyzn
Reprezentacja Laponii w piłce nożnej – amatorski zespół, reprezentujący obszary Laponii (Szwecja, Finlandia, Norwegia). Nie należy ani do Międzynarodowej Federacji Piłki Nożnej (FIFA), ani do Unii Europejskich Związków Piłkarskich (UEFA), dlatego też nie bierze udziału w oficjalnych meczach piłkarskich.
W listopadzie 2006 roku zespół brał udział w pierwszej edycji turnieju drużyn niezrzeszonych w Międzynarodowej Federacji Piłki Nożnej - VIVA World Cup, w których zajął pierwsze miejsce, pokonując reprezentację Oksytanii (7–0) oraz dwukrotnie reprezentację Monako (14–0 oraz 21–1).
Zespół Laponii ponownie stawał na podium tego turnieju w 2008 i 2009 roku zajmując dwukrotnie trzecie miejsce. W 2010 roku Lapończycy zrezygnowali z udziału w IV edycji turnieju.

## Występy w VIVA World Cup
| Rok   | Runda             | Pozycja           | M                 | Z                 | R                 | P                 | B+                | B-                | +/-               |
| ----- | ----------------- | ----------------- | ----------------- | ----------------- | ----------------- | ----------------- | ----------------- | ----------------- | ----------------- |
| 2006  | Finał             | 1                 | 3                 | 3                 | 0                 | 0                 | 41                | 1                 | +40               |
| 2008  | Mecz o 3 miejsce  | 3                 | 5                 | 2                 | 1                 | 2                 | 9                 | 8                 | +1                |
| 2009  | Mecz o 3 miejsce  | 3                 | 4                 | 1                 | 1                 | 2                 | 12                | 12                | 0                 |
| 2010  | Nie brała udziału | Nie brała udziału | Nie brała udziału | Nie brała udziału | Nie brała udziału | Nie brała udziału | Nie brała udziału | Nie brała udziału | Nie brała udziału |
| 2012  | Nie brała udziału | Nie brała udziału | Nie brała udziału | Nie brała udziału | Nie brała udziału | Nie brała udziału | Nie brała udziału | Nie brała udziału | Nie brała udziału |
| Suma: | Finał             | 1xMŚ              | 12                | 6                 | 2                 | 4                 | 62                | 21                | +41               |

## Mecze piłkarskie
Bilans: 25 spotkań, 10 zwycięstw, 4 remisy, 11 porażek; bramki 82:58

## Trenerzy
| Lata      | Trener            |
| --------- | ----------------- |
| 1985-1987 | Mikkel Bongo      |
| 1988-1991 | Tommy Nordlund    |
| 1991-1992 | Per Mattias Høgmo |
| 1998-2001 | Ole Isak Mienna   |
| 2001-2002 | Isak Ole Hætta    |
| 2002      | Svein Ole Sandvik |
| od 2003   | Isak Ole Hætta    |

## Kadra piłkarzy
| pozycja   | nazwisko                               | obecny klub | data urodzin |
| --------- | -------------------------------------- | ----------- | ------------ |
| Bramkarz  | Kjetil Thomassen (Norwegia)            | -           | -            |
| Bramkarz  | Kristian Bergtald (Norwegia)           | -           | -            |
| Obrońca   | Tom Høgli                              | -           | -            |
| Obrońca   | Jan Egil Brekke (Norwegia)             | -           | -            |
| Obrońca   | Ole Mathis Vesterheim Hætta (Norwegia) | Sørøy/Glim  |              |
| Obrońca   | Espen Bruer (Norwegia)                 | -           | -            |
| Obrońca   | Mikal Eira (Norwegia)                  | -           | -            |
| Pomocnik  | Tony Molund Johansen (Norwegia)        | -           | -            |
| Pomocnik  | Jon Andreas Eira (Norwegia)            | -           | -            |
| Pomocnik  | Eivind Blix (Norwegia)                 | -           | -            |
| Pomocnik  | Daniel Reginiussen (Norwegia)          | Alta IF     | -            |
| Pomocnik  | Trond Olsen                            | -           | -            |
| Pomocnik  | Svein Ove Thomassen (Norwegia)         | Alta IF     | 19.05.1989   |
| Pomocnik  | Erik Lamoy                             | -           | -            |
| Napastnik | Kenneth Berg (Norwegia)                | -           | -            |
| Napastnik | Matti Eira (Norwegia)                  | -           | -            |

### Kadra w VIVA World Cup
Skład z 2009 roku:
- Kjetil Thomassen (Norwegia)
- Kristian Bergtald (Norwegia)
- Jan Egil Brekke (Norwegia)
- Ole Mathis Vesterheim Hætta (Norwegia)
- Espen Bruer (Norwegia)
- Mikal Eira (Norwegia)
- Tony Molund Johansen (Norwegia)
- Jon Andreas Eira (Norwegia)
- Eivind Blix (Norwegia)
- Daniel Reginiussen (Norwegia)
- Svein Ove Thomassen (Norwegia)
- Matti Eira (Norwegia)
- Kenneth Berg (Norwegia)
- Nils Mikael Bueng (Norwegia)
- Tor Martin Mienna (Norwegia)
- Per Anders Pokka (Szewcja)
- Jens Andersson (Szewcja)
- Iesper Igualikinja (Szewcja)
- Erik Sandvärn (Szewcja)